# Дакімакура

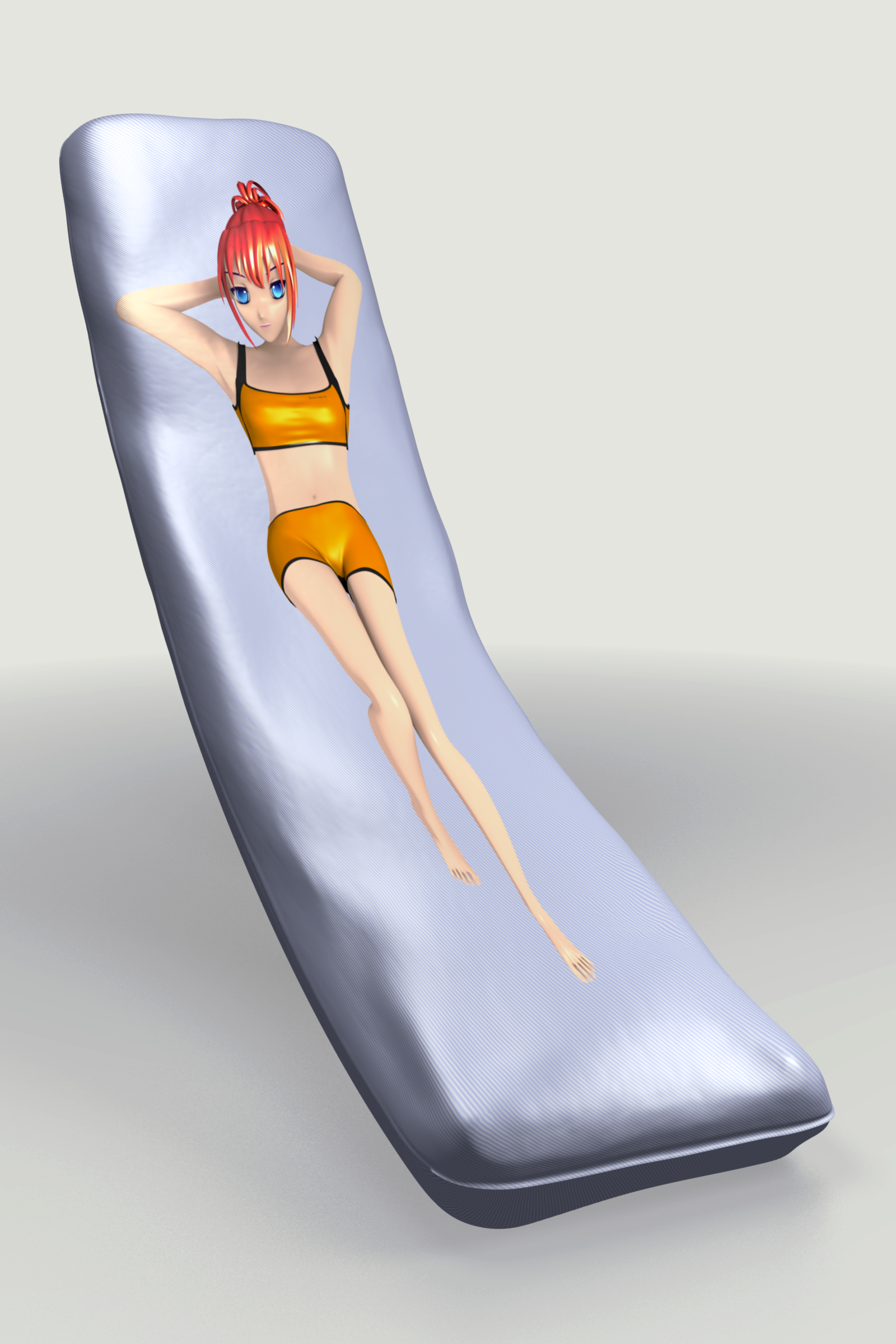
Зразок дакімакури. Зверніть увагу на видовжену прямокутну форму подушки.

Дакімакура (抱き枕; від daki 抱き «обіймати» та makura 枕 «подушка») — це тип великої подушки з Японії, яка зазвичай поєднується з наволочками із зображеннями персонажів аніме. Слово часто перекладається англійською як подушка для тіла або подушка вайфу. У Японії dakimakura подібні до західних ортопедичних подушок для тіла і зазвичай використовуються японською молоддю як «об’єкти комфорту». 

## Історія
Наприкінці 90-х і на початку 2000-х дакімакура почала переплітатися з культурою отаку, що призвело до виробництва чохлів для подушок із друкованими зображеннями бішодзьо та бісьонена, які позували лежачи, з різних ігор аніме чи бісьодзьо. Багато з цих ранніх обкладинок отаку дакімакура були випущені через Cospa, магазин товарів для персонажів і одягу, який з 2018 року продовжує випускати офіційні обкладинки дакімакура.
Хоча дакімакура іноді називають «голландською дружиною», оригінальне визначення цієї фрази ближче до тікуфуджін, або «бамбукова дружина».
У 2015 році були створені одні з перших подушок для розмовляючого тіла з Ita-Supo та її талісманом Ріною Макурабою. Його винайшов колишній дослідник Технологічного інституту Кюсю Коічі Утімура.

## Розміри
Дакімакури доступні в двох основних розмірах: 160 або 150 см (63 або 59 дюймів) у довжину та 50 см (20 дюймів) в ширину (100 см (39 дюймів) в окружності).
До середини 2000-х dakimakura були доступні в одному розмірі; 160 см × 50 см (63 дюйми × 20 дюймів). З кінця 2000-х років dakimakura розміром 150 см × 50 см (59 × 20 дюймів) стала доступною та стала дедалі популярнішою завдяки економії витрат на доставку через обмеження ваги авіапошти в 2 кг (4 фунти 7 унцій).
З огляду на зростання популярності, були створені нові розміри, які адаптуються до будь-якого росту та віку, і хоча є й інші розміри, 5 найпопулярніших розмірів: 180x60, 170x60, 160x60, 150x50 і 140x40 см.

## Любовні подушки
Любовні подушки — це підмножина дакімакура, яка зазвичай зображує зображення персонажів у натуральну величину в незрозумілих позах. Вони можуть зображати персонажів аніме, пухнастих персонажів або акторів порнографічних фільмів.